# Lubgost
Lubgost — staropolskie imię męskie, złożone z członów Lub- („miły, przyjemny, kochany”) i -gost („gość”). Mogło oznaczać „ten, który lubi gości”.
Lubgost imieniny obchodzi 16 października i 29 października.
Zobacz też:
- Lubogoszcz — jezioro
- Lubogoszcz — góra